# Kraftbienen
Die Kraftbienen (Biastes) sind eine Gattung aus der Familie der Apidae innerhalb der Bienen. Sie kommen in Europa mit nur drei Arten vor,  die auch in Mitteleuropa heimisch sind. Die Gattung ist paläarktisch verbreitet. Dadurch, dass die Wirte der parasitisch lebenden Kraftbienen selten und gefährdet sind, sind auch die Kraftbienen bedroht.

## Merkmale
Die Bienen erreichen eine Körperlänge von fünf bis acht Millimetern und haben einen gedrungenen Körperbau mit einem abgeflachten Hinterleib. Sie sind nur kurz und schwach behaart, wobei der Kopf und Thorax von Biastes truncatus nur sehr schwach behaart ist. Am sechsten Hinterleibssegment sind bei den Weibchen die Ecken des Sternits mit krallenförmigen Fortsätzen versehen. Die Männchen besitzen mittig am Hinterleib mehrere Sternite mit gelblichen Filzdecken. Die europäischen Arten können gut voneinander unterschieden werden.

## Lebensweise
Die Tiere parasitieren als Kuckucksbienen die drei nahe verwandten Gattungen der Schlürfbienen (Rophites), Glanzbienen (Dufourea) und Spiralhornbienen (Systropha). Sie fliegen erst ab Juni oder Juli, wenn ihre Wirte aktiv sind, und sind dann bis August in der Nähe von deren Nestern oder Trachtpflanzen zu finden. Nachts klammern sich die Bienen mit ihren Mandibeln an Pflanzen fest oder übernachten innerhalb von Blüten. Die Weibchen legen ihre flachen, ungekrümmten Eier längs in einen Spalt innerhalb der Zellenwand der Wirtsnester ab, in dem das Ei später bündig eingepasst wird. Der Spalt wird vermutlich durch die krallenförmigen Fortsätze an den Sterniten eingeritzt. Die Larven der Kraftbienen verpuppen sich ohne einen Kokon.
Die Imagines halten sich nachts und auch tagsüber bei schlechtem Wetter mit den Mandibeln festgebissen an Pflanzenteilen, selten auch in Blüten auf.
Bei manchen Arten haben die Männchen nur 12 Fühlerglieder, was sonst nur bei Pasites-Männchen vorkommt. Bei allen anderen einheimischen Bienen haben die Männchen 13 Fühlerglieder und die Weibchen 12.

## Arten (Europa)
- Biastes brevicornis (Panzer, 1798)
- Biastes emarginatus (Schenck, 1853)
- Biastes truncatus (Nylander, 1848)